# Deutsch-gambische Beziehungen
Die Deutsch-gambischen Beziehungen sind das zwischenstaatliche Verhältnis zwischen Deutschland und Gambia. Gambia unterhält seit 1965 diplomatische Beziehungen zur Bundesrepublik Deutschland. Nach dem Sturz des autokratisch regierenden Yahya Jammeh und der Rückkehr zur Demokratie in Gambia haben sich die Beziehungen wieder intensiviert, was auch durch die Errichtung einer deutschen Botschaft in Banjul am 17. Mai 2023 zum Ausdruck kam.

## Geschichte
Im Jahre 1651 gründete der deutschsprachige Jakob Kettler, Herzog von Kurland und Semgallen, eine Kolonie im heutigen Gambia. Er hatte zwei Schiffe nach Afrika entsendet, dessen Kapitän vom König von Nuimi am 26. Oktober 1651 die Insel Kunta Kinteh erwarb. Außerdem wurde die Insel Banjol gepachtet und das Fort Jillifree bei Juffure errichtet. Die Kolonie sollte den Handel der Kurländer stärken. Nachdem Kettler jedoch im Zweiten Nordischen Krieg in schwedische Gefangenschaft geraten war, musste die kurländische Kolonie allerdings 1658 schon wieder aufgegeben werden. Gambia gelangte im 18. Jahrhundert endgültig unter britische Kontrolle, weshalb während der Kolonialzeit kaum Kontakte zu Deutschland bestanden.
Nach der Unabhängigkeit Gambias wurden 1965 diplomatische Beziehungen zur Bundesrepublik Deutschland aufgenommen. Mit dem Ende der Hallstein-Doktrin unterhielt Gambia ab 1973 auch offizielle diplomatische Kontakte zur Deutschen Demokratischen Republik. Deutschland leistete Gambia Entwicklungshilfe und die Beziehungen waren freundschaftlich, kühlten sich jedoch während der Regierungszeit von Präsident Yahya Jammeh zwischen 1992 und 2016 deutlich ab. Nach seinem Sturz verbessern sich die Beziehungen wieder. Im Dezember 2017 besuchte Bundespräsident Frank-Walter Steinmeier als erstes deutsches und europäisches Staatsoberhaupt Gambia und sagte dem Land Unterstützung für die Rückkehr zur Demokratie zu.

## Wirtschaftsbeziehungen
Der gegenseitige Warenhandel ist von geringer Intensität. 2024 lagen die deutschen Warenexporte nach Gambia bei 20,6 Millionen Euro und die Importe aus dem Land bei 0,5 Millionen Euro. In der Rangliste der deutschen Handelspartner nimmt Gambia damit Rang 177 ein. Von wirtschaftlicher Bedeutung für Gambia sind allerdings die Rücküberweisungen gambischer Migranten in Deutschland und der Tourismus aus Deutschland, welcher für das Land eine wichtige Einnahmequelle darstellt.

## Migration
Nach 2012 kam es zu einem verstärkten Zustrom von Gambiern nach Deutschland. Mit 15.500 Gambiern in Deutschland (2021) zählen diese inzwischen zu den größten afrikanischen Migrantengruppen in Deutschland. Davon war knapp die Hälfte ausreisepflichtig. Zu den einst aus Deutschland abgeschobenen gambischen Asylbewerbern gehörte auch der spätere Präsident Adama Barrow, der 1988 erfolglos in Karlsruhe Asyl beantragte.